# Carlquistia muirii
Carlquistia muirii là một loài thực vật có hoa trong họ Cúc. Loài này được (A.Gray) B.G.Baldwin mô tả khoa học đầu tiên năm 1999.